# Église Notre-Dame de Wurtzbourg
L'église Notre-Dame est une église paroissiale catholique de Wurtzbourg.

## Histoire
En 1928, la paroisse de Saints-Pierre-et-Paul de Wurtzbourg décide d'un nouveau lieu de culte dans le quartier de Frauenland. Jusqu'en 1936, le service du culte est rendu par Johannes Heyer dans la chapelle du séminaire Ferdinandeum. La nouvelle église paroissiale est bâtie en 1936 et 1937. Le culte est transféré en 1941, le premier prêtre de l'église est Johannes Heyer. L'église a été presque complètement détruite lors du bombardement de 1945 et construite à nouveau en 1948. En 1970, Johannes Heyer démissionne à l'âge de 70 ans. En 1979, l'intérieur de l'église est refait selon les recommandations du Concile Vatican II. En 1992, un orgue de la facture Karl Schuke est installé.